# Жонкьєр
Жонкьєр (фр. Jonquière) — канадське місто (до 2001), а з 2001 один з трьох районів агломерації Сагне в провінції Квебек.

## Клімат
Місто знаходиться у зоні, котра характеризується континентальним субарктичним кліматом. Найтепліший місяць — липень із середньою температурою 17.8 °C (64 °F). Найхолодніший місяць — січень, із середньою температурою -15.6 °С (4 °F).
| Клімат Жонкьєра         | Клімат Жонкьєра | Клімат Жонкьєра | Клімат Жонкьєра | Клімат Жонкьєра | Клімат Жонкьєра | Клімат Жонкьєра | Клімат Жонкьєра | Клімат Жонкьєра | Клімат Жонкьєра | Клімат Жонкьєра | Клімат Жонкьєра | Клімат Жонкьєра | Клімат Жонкьєра |
| Показник                | Січ.            | Лют.            | Бер.            | Квіт.           | Трав.           | Черв.           | Лип.            | Серп.           | Вер.            | Жовт.           | Лист.           | Груд.           | Рік             |
| Абсолютний максимум, °C | 12              | 12              | 22              | 25              | 33              | 34              | 35              | 35              | 33              | 28              | 21              | 15              | 35              |
| Середній максимум, °C   | −10             | −7              | −1              | 7               | 15              | 21              | 23              | 22              | 16              | 10              | 2               | −6              | 7               |
| Середня температура, °C | −15             | −13             | −6              | 2               | 9               | 15              | 17              | 16              | 11              | 5               | 0               | −10             | 3               |
| Середній мінімум, °C    | −20             | −20             | −11             | −2              | 3               | 9               | 12              | 11              | 7               | 1               | −3              | −14             | −1              |
| Абсолютний мінімум, °C  | −40             | −43             | −32             | −24             | −9              | −2              | 3               | 1               | −6              | −10             | −25             | −35             | −43             |
| Норма опадів, мм        | 50              | 70              | 30              | 50              | 50              | 100             | 120             | 90              | 100             | 40              | 70              | 70              | 900             |
| Днів з дощем            | 7               | 9               | 4               | 6               | 7               | 9               | 10              | 9               | 8               | 5               | 9               | 8               | 96              |
| Вологість повітря, %    | 84              | 83              | 78              | 70              | 68              | 69              | 74              | 75              | 79              | 77              | 83              | 83              | 77              |
| ----------------------- | --------------- | --------------- | --------------- | --------------- | --------------- | --------------- | --------------- | --------------- | --------------- | --------------- | --------------- | --------------- | --------------- |
| Джерело: Weatherbase    |                 |                 |                 |                 |                 |                 |                 |                 |                 |                 |                 |                 |                 |

## Історія

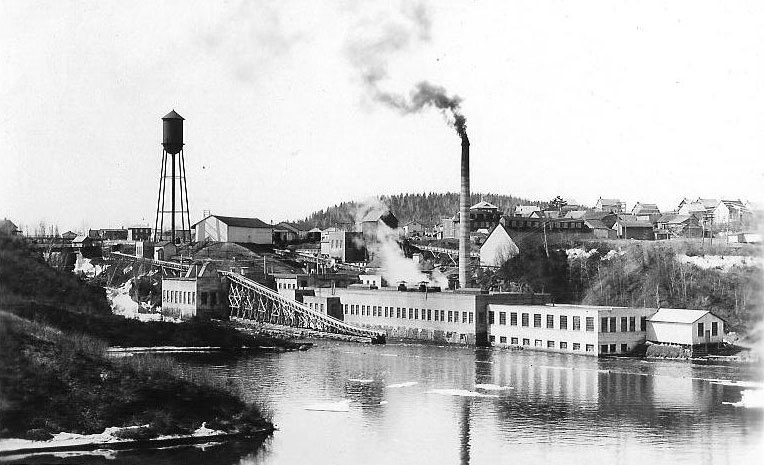
Жонкьєр 1899—1901

Заснований 1847. Зростання відбулося за рахунок будівництва целюлозно-паперових заводів на початку 20-го століття. Між 1925 і 1928 роками був побудований найбільший у світі алюмінієвий завод. У 1942 році для постачання електроенергії на завод, металургійна компанія «Алькан» побудувала гідроелектростанцію на річці Шипшо.
Станом на 18 лютого 2002, коли було утворено місто Сагне, в Жонкьєрі проживало 54 842 населення згідно перепису 2001 року.

## Економіка
- Voivod — канадська метал — група.

## Персоналії
- П'єр Пільот — канадський хокеїст.